# Down Boys
Down Boys (с англ. — «Вниз, Парни») — песня американской рок-группы The Cars, седьмой трек с альбома Panorama.

## О песне
Песня была написана вокалистом, ритм-гитаристом и автором песен Риком Окасеком, спета басистом и вокалистом Бенджамином Орром. Это одна из четырёх песен на альбоме, в которой есть вокал Орра. Продюсером выступил Рой Томас Бейкер.
Тим Сендра из AllMusic сказал:"нервные песни с вокалом Бена Орра "Down Boys" или "Running to You" могли бы легко вписаться в любой из их первых двух альбомов".

## Другие появления
После того, как песня была выпущена на альбоме 1980 года Panorama, "Down Boys" была выпущена в качестве би-сайда к самому успешному синглу с альбома — Touch and Go. В 1980 году сингл достиг 37-го места в американском чарте Billboard Hot 100.

## Участники записи
- Рик Окасек — ритм-гитара, бэк-вокал
- Эллиот Истон — соло-гитара, бэк-вокал
- Бенджамин Орр — бас-гитара, вокал
- Дэвид Робинсон — ударные, перкуссия
- Грег Хоукс — клавишные, бэк-вокал